# Фрідріх
Фрідріх (нім. Friedrich) — чоловіче німецьке ім'я, іноді прізвище. Скорочена форма імені — Фріц (наприклад Старий Фріц — прусський король Фрідріх Великий). Англійське ім'я Фредерик походить від Фрідріх.
Ім'я Фрідріх походить з староверхньонімецьких слів «frid» — мир та «rîhhi» — сильний, правитель. Жіночий варіант цього імені — Фрідеріка.

## Ім'я

### Прості
- Фрідріх Кеттлер — герцог Курляндії і Семигалії.
- Фрідріх I Барбаросса — імператор Священної Римської імперії.
- Фрідріх I (король Пруссії)
- Фрідріх II — імператор Священної Римської імперії.
- Фрідріх II (король Пруссії)
- Фрідріх III — імператор Німецької імперії.
- Фрідріх Крупп

### Складні
- Фрідріх-Август
- Фрідріх Альфред Крупп
- Фрідріх-Казимир Кеттлер — герцог Курляндії і Семигалії.
- Фрідріх-Вільгельм
  - Фрідріх-Вільгельм Кеттлер — герцог Курляндії і Семигалії.

## Прізвище
- Арне Фрідріх
- Фрідріх Володимир Іванович — сержант Збройних сил України, учасник російсько-української війни.
- Мануель Фрідріх